# Харви (фильм)
«Харви» (англ. Harvey) (1950) — чёрно-белая эксцентричная комедия Генри Костера, снятая по одноимённой пьесе Мэри Чейз. В главных ролях — Джимми Стюарт и Джозефин Халл (получившая за эту роль «Золотой глобус» и «Оскар» в номинации «Лучшая женская роль второго плана»). Также фильм номинировался на два «Золотых глобуса» в номинациях «Лучший фильм (драма)» и «Лучшая мужская роль (драма)» (Джимми Стюарт) и «Оскар» за «Лучшую мужскую роль».
Американским институтом киноискусства «Харви» признан одним из 100 величайших комедийных (35-е место) и 10 фэнтези-фильмов (7-е место) в истории. Исполнитель главной роли Джеймс Стюарт занимает 3-е место в списке мужчин списка 100 звёзд.

## Сюжет
Праздный забулдыга и холостяк Элвуд Дауд (Джеймс Стюарт) в 40 лет живёт вместе с пожилой сестрой-вдовой Витой Симмонс (Джозефин Халл) в доме № 348. Элвуд считает своим неразлучным другом двухметрового белого кролика Харви, которого видит только он.
Почтальон на велосипеде доставляет Элвуду заказное письмо, которое тот сразу же разрывает. Наблюдающие за ним сестра и великовозрастная племянница Миртл рады, что тот снова отправился по кабакам. Горничная мисс Джонсон увольняется после того, как Элвуд представил её пустоте. Кухарка Эльвира накрывает на стол. Миртл сетует, что всё наследство бабушка, умершая на руках сына, отдала ему. Вита пытается выдать дочь замуж, однако присутствие в доме странного дядюшки с приятелем-невидимкой путает все её планы. Гости начинают собираться. Вита звонит судье Омару Гэффни, семейному юристу, который привык называть её «девочкой», и что-то шепчет ему. Судья поручает судебному клерку Миннингеру задержать Дауда, одетого в шляпу и пиджак и несущего пальто на руке, пока идёт приём.
Бармен Крэкер и другие завсегдатаи бара «У Чарли» привыкли к странному поведению Элвуда. От друга мистера Мигглса Дауд узнаёт о приёме в своём родовом поместье. Не заплативший за выпивку посетитель говорит, что за него заплатит «тот с краю», что подтверждает Элвуд.
Миссис Симмонс скрывает смущение, видя, как поющая под аккомпанемент пианино пышногрудая миссис Тюксбери легонько подскакивает на месте. Приезжает миссис Эльза Шовена, думавшая, что Вита умерла, и видевшая в гробу прабабушку Миртл. Элвуд неожиданно возвращается и, как обычно, представляет Харви своей старой подруге, чем вызывает у той шок. Миссис Шовена поспешно уходит. Дауд в который раз позорит родственников перед матерями потенциальных женихов племянницы, представляя их своей фантазии. Терпение Виты лопается, она звонит Гэффни, тот отчитывает Миннингера, набившего по пути шишку и пошедшего к врачу. Приведя брата в комнату, Вита как будто начинает слышать голоса, но это оказывается Гэффни, зовущий её из оставленной трубки. Женщина просит сделать то, что они обсуждали. Элвуд начинает читать Харви роман Джейн Остин «Чувство и чувствительность».
Сестра с братом приезжают в психиатрический санаторий «Покой у Чамли». Пока Вита отлучается, Элвуд даёт свою карточку таксисту Генри. Плача якобы от горя, миссис Симмонс записывает Дауда в учреждение, сообщая, что 24 апреля ему исполнилось 42 года, что по гороскопу он телец, она - лев, а Миртл посередине. Санитар Уилсон ведёт нового пациента в палату. Вита разговаривает с доктором Сандерсоном, сообщая, что в детстве её брат был абсолютно нормальным, но после смерти матери изменился - стал пить и приводить домой «отбросы общества». Далее Вита сообщает удивлённому психиатру о невидимом друге Харви, которого она также изредка видит. Сандерсон бежит за медсестрой мисс Келли и Уилсоном. Вита уходит за вещами Дауда, Уилсон включает тревогу. Санитар обнаруживает миссис Симмонс за сбором цветов для брата, силой забирает с собой и запирает в палате №13. Доктор Сандерсон думает, что сумасшедшая сестра решила дискредитировать якобы больного брата, дабы тот не сделал это первым. Психиатр просит мисс Келли успокоить Дауда, дабы тот не обвинил его в самоуправстве, а сам тем временем идёт объясняться перед доктором Чамли. Дауд знакомится с Сандерсоном, который считает, что болен не он, а его сестра. Доктор убеждает Элвуда в том, что Вита часто прикладывается к бутылке, хотя это не так. Тот пытается познакомить сотрудников лечебницы с Харви, но оправдывающийся доктор не даёт сделать этого. Элвуд приглашает обоих в бар «У Чарли», дабы познакомить со своим «добрым другом».
Собирающего цветы Элвуда окликает приехавшая в санаторий миссис Чамли, та соглашается послать за ним «пуку» Харви, если увидит его. Сторож Герман Шимельплацер, увидев подписанный Сандерсоном пропуск, открывает механические ворота собственной конструкции; Элвуд даёт ему свою карточку.
Уходящий с супругой доктор Чамли случайно надевает шляпу Дауда с двумя дырками, будто для ушей. Миссис Чамли сообщает о странной просьбе Дауда, мистер Чамли говорит Сандерсону, что тот уволен, и требует освободить миссис Симмонс. Уилсон читает в словаре о пуке: «Cущество из кельтской мифологии, волшебный дух в обличии животного, обычно очень большой». Пука является где угодно и когда угодно то тому, то другому. Добросердечное, но порой вредное существо, большой поклонник пьянчужек, безумцев...» Чтение прерывает голос ниоткуда: «Как ваше здоровье, мистер Уилсон?» Санитар тщетно пытается сообщить Чамли о прочитанном.
Гэффни посещает дом Дауда и признаётся, что тоже видел Харви, когда Дауд приводил того в офис. Оба встречают ослабевшую Виту, требующую Омара засудить сотрудников лечебницы, т.к. санитар сгрёб её в охапку, снял с неё одежды и поместил в ванну, после чего один из врачей задавал ей вопросы о сексуальной жизни, а доктор Сандерсон выманил и разболтал конфиденциальную информацию. Пришедший Уилсон сообщает о поиске Дауда и флиртует с Миртл. Та понимает, что это её шанс, и обхаживает санитара.
Вернувшийся Дауд звонит мистеру Крэкеру и спрашивает о Чарли, после чего бронирует свой обычный столик. Затем он закрывает портрет матери собственным с Харви. Миртл тщетно пытается задержать «не доевшего бутерброд» Марвина. Пришедшему Чамли Гэффни сообщает о готовящемся иске. Доктор замечает принесённый портрет, Вите становится плохо. Она разговаривает с братом по телефону и пытается заманить его домой, притворившись, что Харви существует, и сейчас он принимает ванну. Дауд говорит, что Харви только что зашёл, и бросает трубку. Вита сообщает доктору о баре «У Чарли».
Уволенный Сандерсон прощается с мисс Келли, та обижается, что доктор будет скучать по всем, кроме неё. Вернувшийся Уилсон замечает, что с момента ухода Чамли за Даудом прошло уже три часа, и вспоминает название бара. Троица бежит туда.
В переполненном заведении Элвуд сидит в одиночестве. Тот дарит мисс Келли цветы и говорит, что победил реальность спустя 35 лет борьбы. Он рассказывает слушателям о встрече с доктором Чамли и знакомстве того со 185-сантиметровым Харви, после чего сообщает об интрижке Чамли с некоей блондинкой миссис Смиллз в Чикаго, которую тот просил не афишировать. После некоторого количества выпитого Чамли ушёл с Харви в неизвестном направлении. Уилсон не верит рассказу и пытается выбить у чудака признание; завязывается небольшая потасовка. Сандерсон танцует с Рут.
Вышедший на улице Элвуд рассказывает парочке, как ему с Харви нравится ходить по барам и искать новых друзей, выслушивая их истории. Гигантского же кролика он повстречал несколько лет назад после того, как усадил пьяного друга Эда Хикки в такси, и назвал того своим любимым именем. Сандерсон пытается докопаться до истины, спрашивая имена отца и лучшего друга Элвуда, но тех звали Джон Стайвейзанд и Верн Макколхони. Знакомых с именем «Харви» у Дауда никогда не было. В это время Марвин приходит вместе с вызванными полицейскими; Элвуда везут в лечебницу.
Вернувшийся в санаторий Чамли, потерявший шляпу, говорит мистеру Шимельплацеру, что его преследуют. Вид у доктора такой, будто он увидел призрака. Некто открывает за ним двери, тот в страхе ныряет в окно. Включается сигнализация. Чамли не сообщает прибывшим сотрудникам, кто гнался за ним. Дверь кабинета оказывается запертой изнутри. В разговоре наедине Чамли подтверждает Дауду, что Харви реален. Дауд говорит, что Харви умеет предсказывать будущее и останавливать время, чем он пользовался, отводя куда угодно кого угодно на любое время. Это же помогает ему перемещаться в пространстве и времени. Чамли, ложась на кушетку, представляет, как попадает на две недели в любимую кленовую рощу в Эйкроне с красивой незнакомкой не под своим именем, которой он поведал бы свои сокровенные истории. Он говорит Дауду, что у того нет лучшего друга, чем он, другим нельзя доверять.
В лечебницу приезжают Вита, Миртл и судья Гэффни, которого среди ночи вызвал доктор Сандерсон. Сандерсон убеждён, что инъекция сыворотки «Формула 977» избавит Дауда от галлюцинаций. Вита не даёт дочери обняться с «чудовищем» Уилсоном и признаётся брату в том, что тот доставляет им проблемы. Услышав это, Элвуд соглашается на инъекцию.
Вита хочет заплатить таксисту 2 доллара 75 центов, но впервые не может найти кошелёк с мелочью. Упрямый таксист вынуждает недовольную его поведением женщину попросить денег у брата. Дауд как обычно ведёт себя вежливо - представляет себя, сестру и судью; таксист говорит, что его зовут И.Дж.Лофгрен, он живёт в городе всю жизнь и работает в такси 15 лет. Элвуд даёт ему свою визитку и приглашает в гости вместе с его братом Джо, тоже таксистом; тот соглашается и получает чаевые. После ухода Дауда Лофгрен признаётся, что все эти годы возил в санаторий многих людей, и после лечения из довольных и счастливых они превращались в грубых и нетерпеливых. Узнав, что её брат станет таким же «нормальным человеком», Вита рьяно останавливает введение инъекции. Она во всеуслышание признаётся, что хочет жить вместе с Харви, и с удивлением обнаруживает в сумочке кошелёк, понимая, что кролик спас её брата. Тот приглашает Марвина и Лаймана, возлюбленных Миртл и Рут, в гости. Все расходятся.
Элвуд обнаруживает Харви на веранде. Доктор Чамли просит оставить кролика у него, Элвуд соглашается. Остальные не успевают на такси, на котором уезжает судья, и идут к автобусной станции. Элвуд желает мистеру Шимельплацеру доброй ночи, тот уходит в будку. Харви, отправив доктора в Эйкрон, открывает ворота и возвращается к лучшему другу. Гигантский кролик, так и не показанный зрителю, кроме как на портрете, идёт вслед за Даудом по тропинке вслед за Витой и Миртл.

## В ролях
- Джеймс Стюарт — Элвуд П. Дауд
- Джозефин Халл — Вита Луиз Симмонс, старшая сестра Дауда
- Чарльз Дрейк — доктор Лайман Сандерсон
- Сесил Келлауэй — доктор Уильям Чамли, заведующий санаторием «Покой у Чамли»
- Пегги Дау — мисс Рут Келли, медсестра
- Джесси Уайт — Марвин Уилсон, санитар
- Виктория Хорн — Миртл Мэй Симмонс, племянница Дауда
- Уильям Х. Линн — судья Омар Гэффни, семейный юрист
- Нана Брайант — миссис Хейзел Чамли, жена Уильяма
- Дик Уэссел — мистер Крэкер, бармен (в титрах не указан)

## Вокруг фильма
Фильм снят по бродвейской пьесе, удостоенной Пулитцеровской премии. Из театральной постановки в фильм перешли некоторые актёры, включая Джозефин Халл. «Харви» начинает линию американских фильмов о блаженных юродивых, которая приведёт к «Форресту Гампу». Герой Джимми Стюарта, несмотря на свои безобидные галлюцинации, гораздо более гармоничен, счастлив и удовлетворён жизнью, чем окружающие его «нормальные» неврастеники. Все попытки причинить ему зло оборачиваются против тех, кто их предпринимает.

## Значение

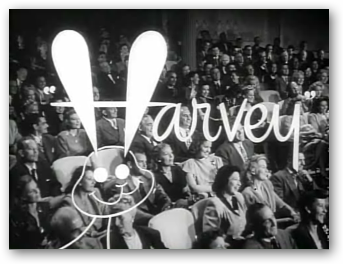
Титры

Фильм считается классикой американской комедии, он 5 раз переснимался для телевидения. В августе 2009 года Стивен Спилберг объявил о намерении снять ремейк фильма, однако через несколько месяцев потерял интерес к проекту. «Харви» входит во многие рейтинги лучших фильмов, как то:
- 100 самых смешных американских фильмов за 100 лет по версии AFI
- 10 лучших американских фэнтэзи-фильмов по версии AFI